# Lago (metropolitana di Madrid)
Lago è una stazione della linea 10 della metropolitana di Madrid. Si trova nel grande parco Casa de Campo, nel distretto Moncloa-Aravaca.

## Storia
La stazione è stata inaugurata il 1º febbraio 1961, come parte del Ferrocaril suburbano.